# Murder Drones
Murder Drones – australijski niezależny animowany horror komediowy, serial internetowy stworzony przez Liama Vickersa i wyprodukowany przez Glitch Productions.
Odcinek pilotażowy miał swoją premierę na kanale GLITCH w serwisie YouTube 29 października 2021 roku. W jego następstwie wyprodukowano pełny 8-odcinkowy sezon, który rozpoczął się 18 listopada 2022 roku. Do maja 2024 r. odcinek pilotażowy uzyskał 45 milionów wyświetleń. Serial został doceniony przez widzów za animację, aktorstwo głosowe, muzykę, sceny akcji, budowanie świata oraz połączenie horroru i elementów komediowych. Dodatkowo serial był nominowany do nagrody Webby Award w kategorii Najlepszy film animowany.